# Đơn vị cộng
Trong toán học, đơn vị cộng của một tập hợp có phép toán cộng là một phần tử mà mọi phần tử x cộng với nó luôn bằng x. Một trong những đơn vị cộng quen thuộc nhất là số 0 trong Toán học cơ bản, ngoài ra còn có các đơn vị cộng khác trong các cấu trúc toán học khác mà phép cộng được định nghĩa, như trong nhóm và vành.

## Ví dụ cơ bản
- Đơn vị cộng quen thuộc từ toán học cơ bản là số 0. Ví dụ:
{\displaystyle 5+0=5=0+5}
- Trong tập số tự nhiên N và tất cả các tập mẹ của nó (tập số nguyên Z, tập số hữu tỉ Q, tập số thực R, hay tập số phức C), đơn vị cộng là số 0. Với mọi số n,
{\displaystyle n+0=n=0+n}

## Định nghĩa chính thức
Cho tập đóng N có phép toán cộng, ký hiệu là +. Đơn vị cộng của N là phần tử e với mọi n trong N, ta có
e + n = n = n + e
Ví dụ: Công thức là n + 0 = n = 0 + n.